# Dicentrus bidentatus
Dicentrus bidentatus là một loài bọ cánh cứng trong họ Cerambycidae.